# War of Kings (Europe)
War of Kings è il decimo album in studio della rock band svedese Europe, pubblicato il 2 marzo 2015 dall'etichetta discografica UDR.

## Il disco
In un'intervista antecedente all'uscita del disco, il cantante Joey Tempest ha commentato:
Il primo singolo, War of Kings, è stato pubblicato il 4 febbraio 2015. Il videoclip del brano è stato diretto da Patric Ullaeus e presentato il 9 febbraio. Il secondo singolo, Days of Rock 'n' Roll, è stato pubblicato il 16 marzo, mentre il video è stato lanciato il 27 aprile.
La traccia Angels (with Broken Hearts) è dedicata a Jack Bruce, noto come leader dei Cream, venuto a mancare mentre gli Europe stavano registrando l'album.
L'album è stato successivamente pubblicato in edizione speciale con in allegato il concerto in DVD e BD dell'esibizione tenuta dagli Europe al Wacken Open Air nel 2015.

## Tracce
1. War of Kings – 4:35 (Joey Tempest, John Levén, Dave Cobb)
2. Hole in My Pocket – 3:42 (Tempest, Levén)
3. Second Day – 5:23 (Tempest, Mic Michaeli)
4. Praise You – 4:34 (Tempest, Michaeli, Cobb)
5. Nothin' to Ya – 3:54 (Tempest, John Norum, Michaeli, Levén, Ian Haugland)
6. California 405 – 4:31 (Tempest, Michaeli)
7. Days of Rock 'n' Roll – 3:05 (Tempest)
8. Children of the Mind – 4:30 (Tempest, Michaeli, Cobb)
9. Rainbow Bridge – 3:15 (Tempest, Michaeli)
10. Angels (with Broken Hearts) – 5:19 (Tempest, Michaeli, Norum, Levén, Haugland, Cobb)
11. Light It Up – 6:09 (Tempest, Norum, Levén)

Traccia bonus dell'edizione giapponese
1. Vasastan (strumentale) – 5:11 (Michaeli, Norum)

## Formazione
- Joey Tempest – voce
- John Norum – chitarre
- John Levén – basso
- Mic Michaeli – tastiere
- Ian Haugland – batteria

## Date di pubblicazione
| Luogo       | Data          |
| ----------- | ------------- |
| Regno Unito | 2 marzo 2015  |
| Giappone    | 4 marzo 2015  |
| Europa      | 6 marzo 2015  |
| Stati Uniti | 10 marzo 2015 |